# Acid oleic

Acid oleic

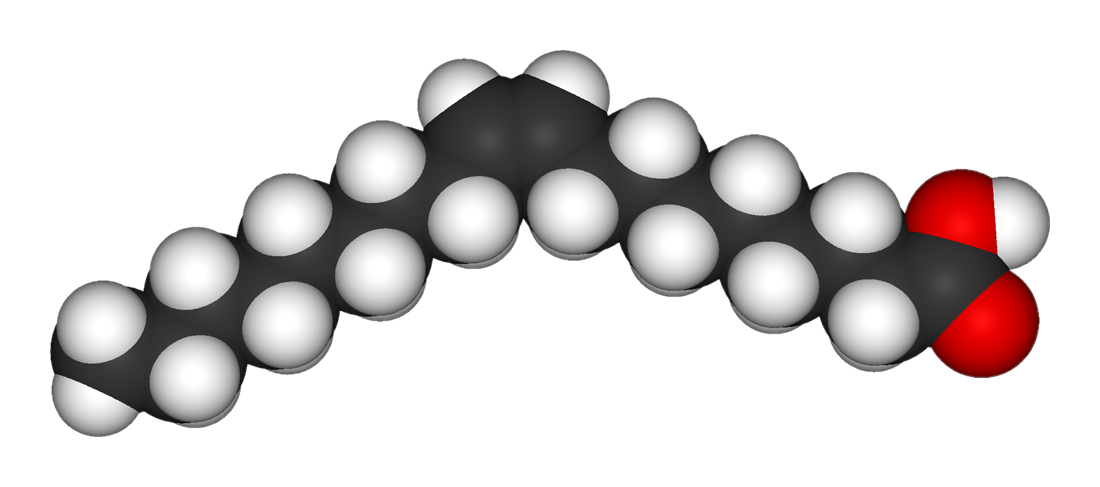
Acid oleic 3D

Acid oleic (tiếng Anh: Oleic acid) là một acid béo có một nối đôi omega-9 được tìm thấy trong nhiều động và thực vật. Công thức: C18H34O2 (hay CH3(CH2)7CH=CH(CH2)7COOH ). Theo IUPAC, tên của acid oleic là cis-9-octadecenoic acid, và tên ngắn gọn là 18:1 cis-9.
Dạng bão hoà của acid oleic là acid stearic (stearic acid).

## Tính chất vật lý
- Bề ngoài: Chất lỏng như dầu màu vàng nhạt hay vàng hơi nâu. Có mùi giống mỡ heo.
- Độ hoà tan: Không hoà tan trong nước
- Nhiệt độ nóng chảy: 13-14 °C
- Nhiệt độ sôi: 360 °C (760mm Hg)
- Tỷ trọng: 0.895-.947 g/cm³